# رودولف ويبر أرينا
رودولف ويبر أرينا (بالألمانية: Rudolf Weber-Arena) في الأصل أرينا أوبرهاوزن (بالألمانية: Arena Oberhausen) هي ساحة متعددة الأغراض، وتقع في أوبرهاوزن، ألمانيا.